# Белојевићи
Белојевићи су били српска раносредњовјековна властелинска и владарска породица која је владала Травунијом и Требињем. Оснивач породице, Белоје, био је господар Травуније за вријеме кнеза Властимира (око 836—850), иако је можда имао ово звање и током владавине Радослава или Просигоја (fl. 819—822). Властимирову кћерку је оженио Белојев син Крајина, а титулу кнеза добија некада послије српско-бугарског рата (839—842). Крајинин насљедник је наставио да влада Травунијом (залеђем Дубровника и Боке Которске, са сједиштем у Требињу) у име српске круне, као и његов син Хвалимир и унук Чучимир.

## Чланови
- Белоје (прије 839), господар Требиња

- Крајина (fl. 847), оженио Властимирову кћерку 847/848, постаје жупа Травуније

- Хвалимир (грч. Φαλιμἑρης, касни 9. вијек)

- Чучимир (грч. Τζουτζημέρης; прва половина 10. вијека)

## Извори и литература